# Скала (село)
Скала́ — село в Україні, в Оратівській селищній громаді Вінницького району Вінницької області. Розташоване на обох берегах річок Жидь та Роська за 24 км на північний захід від смт Оратів. Населення становить 569 осіб (станом на 1 січня 2018 р.).

## Історія
У відомій книзі Л. Похилевича «Сказання о населеннях (і местностях Киевской губернии…» (Київ 1864 р.), котра видана друкарнею Києво-Могилянської академії записано: «Скала, село в найбільш західному кутку Таращанського, на межі Липовецького повіту, 90 верстах від Таращі».
Село одержало назву від місцезнаходження, через те, що основна частина його лежить на скелі довкола „Четвертої бригади“. В народі залишились перекази, що село раніше називалось Скалатин і лежало трохи вище на правому березі Роськи, в тому місці, де рівчак Жид, що тече з Медівки, з'єднується з Роською…». Тут слід сказати, що з часу написання книги Л. Похилевича пройшли великі зміни у топоніміці даної місцевості. Так не збереглась до наших днів назва струмка Жид, що тік з Медівки. Зараз з боку того села у напрямку Скали тече невелика річка з заболоченими берегами, щедро заросла очеретами та іншою хабазою, то, можливо і є той самий струмок.
В той час, як стверджує автор, Скалатин мав 180 дворів, 2 дерев'яні церкви. Перебував він тоді в володінні князів. Те місце, де знаходилась церква, було оточене валом і глибоким ровом і слугувало замком. Цей замок з північного і південного боку був укріплений вежами з гарматами. Скалатин з його замком було зруйновано і, спалено під час татарських нашесть на землі Київської Русі. В тих місцях довкола села Скала були знайдені в землі 6 гармат та інші сліди, які засвідчують ґрунтовність такого народного переказу.
Жили колись наші предки порядно, хазяйновито, поважали Бога, мали с високу духовність і людяність. З усними переказами та за книгою Л. Полихевича ми знаємо, що у нашій місцевості були непрохідні ліси, річки багаті рибою, дбайливо оброблені поля та угіддя.
Навколо Скали (за Похилевичем) теж були непрохідні ліси. А тепер до найближчого ліска треба йти по 3—4 кілометри. Одне тільки відрадно, що глибокі яри та балки засаджено нині деревами і кущами. І носять вони місцеві назви «Ліски», які місцями оточують так звану «Четверту бригаду», «Сосонки» — урочище збоку Чернявки. А ще, як свідчить Полихевич, Скала згадується в найдавнішій хроніці Стрийковського (ч. 2 стор. 6). Там же говориться, що виникла вона одночасно з такими історичними центрами Поділля, як Брацлав, Сокілець, Смотрич.
А існували ці міста ще з чотирнадцятого століття. Це вказує на непересічний вік Скали. І хоча дане твердження повторюється в «Географическо-статистическом словаре русской империи» П.Семенова, виданому 1873 року у Санкт- Петербурзі (том 4 стр. 618), можливо, що мова тут йдеться про іншу Скалу, яка існувала поблизу Кам'янця-Подільського.
Поселення розташовувалось у Брацлавському воєводстві, на правому скелястому березі р. Роськи, біля гирла струмка Жида. Замок побудований на початку XVII ст. князем Янушем Збаразьким. По безпотомній смерті князя Єжи Збаразького укріплене поселення перейшло у володіння князів Вишневеньких.
У 1633 році замок подарований князем Янушем Вишневецьким князю Стефану Четвертинському разом з артилерією (12). Фортифікації і поселення знищені татарськими військами хана Іслам Гірея восени 1648 року.
У 18 столітті з волі поміщика — кріпосника частина людей з села Скала були переселені на необжиті місця і на цьому місці виникло село Вербівка. Село Скала входило до складу Животівського маєтку князів Вижицьких. Але в другій половині 18 століття цими маєтками силою заволодів Францішек Цешковський. А в 1780 році від Цешковського Скала перейшла у володіння графа Красицького, який у 1810 році продав маєтки Якову Збишевському. Після смерті Якова батьківський маєток було розподілено між трьома його синами. Старшому синові Ієроніму дісталася Скала. У 1840 році Ієронім Збишевський продав свою частину Віктору Йосиповичу Фліорковському. Їхня родина була порядна, хазяйновита, відзначалась духовністю, людяністю, лібералізмом. Свого часу Фліорковські викупили у поміщика Енгельгарда родичів Тараса Шевченка і звільнили їх від панщини. Це був вчинок, гідний високого пошанування.
З селом Скала пов'язана доля і роду відомого російського письменника Ф. М. Достоєвського. На початку XIX ст. священиком у селі був Іван Григорович Достоєвський — рідний дядько російського письменника Ф.Достоєвського. Предок письменника протопоп Федір Достоянський (безумовно, описка рідкісного прізвища) правив у соборному храмі села Животів. У 1740 р. церкву захопили греко-католики, і після довгої тяганини деяка компенсація дісталась іншому представнику роду Достоєвських — Яну.
У селі Скала після смерті тутешнього пароха Стефана Комаровського (його заповіт занесено в гродські книги 1778 року) почав правити Ян. Новий греко-католицький священик виявився зятем самого офіціала (глави уряду) Брацлавської єпархії Романа Скочинського. Відтоді не обходилось без скандалів. То 5 років вдова померлого судилась за його майно… То в храмове свято чуда Св. Михайла 1780 року до Яна завітали парохи з Чернявки — Йосип Хопаровський із з Очеретні — Василь Островський (чоловік другої дочки Романа Скочинського і його наступник в очеретянській церкві). Всім їм і на додачу доньці офіціала добре влетіло від козацького десятника Михайла Нипопчука (чи Никончука) та поселян, яких місцевий управитель ледве розігнав.
Революція 1905 року викликала заворушення і в селі Скала. Селяни залишили роботу і вимагали збільшення платні. Організував страйк Захар Кулинич, місцевий житель, який працював до цього на заводах Одеси та Петербурга. Він загинув у боях під час революційних подій 1917 року. Революційні виступи були придушені царськими військами. До Жовтневої революції 1917 року більша частина землі належала поміщику, а менша частина селянам. Селяни наймались на роботу до поміщика. Після революції поміщицька земля перейшла в користування селян.
Було організовано Комітет незаможних селян і Комітет взаємодопомоги. У 20 роках було відкрито початкову школу, а з 1932—1933 років — семирічну школу. Важких втрат зазнало село у 1932-1933 роках. Від Голодомору вимерло майже 500 жителів.

### 21 сторіччя
17 квітня 2015 року в Скалі відбулась передача храму Святого Архістратига Михаїла у власність громади, було урочисто підписано акт прийому-передачі храму у власність громади.
12 червня 2020 року, відповідно розпорядження Кабінету Міністрів України № 707-р «Про визначення адміністративних центрів та затвердження територій територіальних громад Вінницької області», село увійшло до складу Оратівської селищної громади.
19 липня 2020 року, в результаті адміністративно-територіальної реформи та ліквідації Оратівського району, село увійшло до складу Вінницького району.

## Населення

### Мова
Розподіл населення за рідною мовою за даними перепису 2001 року:
| Мова       | Кількість | Відсоток |
| ---------- | --------- | -------- |
| українська | 695       | 99.43%   |
| російська  | 4         | 0.57%    |
| Усього     | 699       | 100%     |

## Галерея

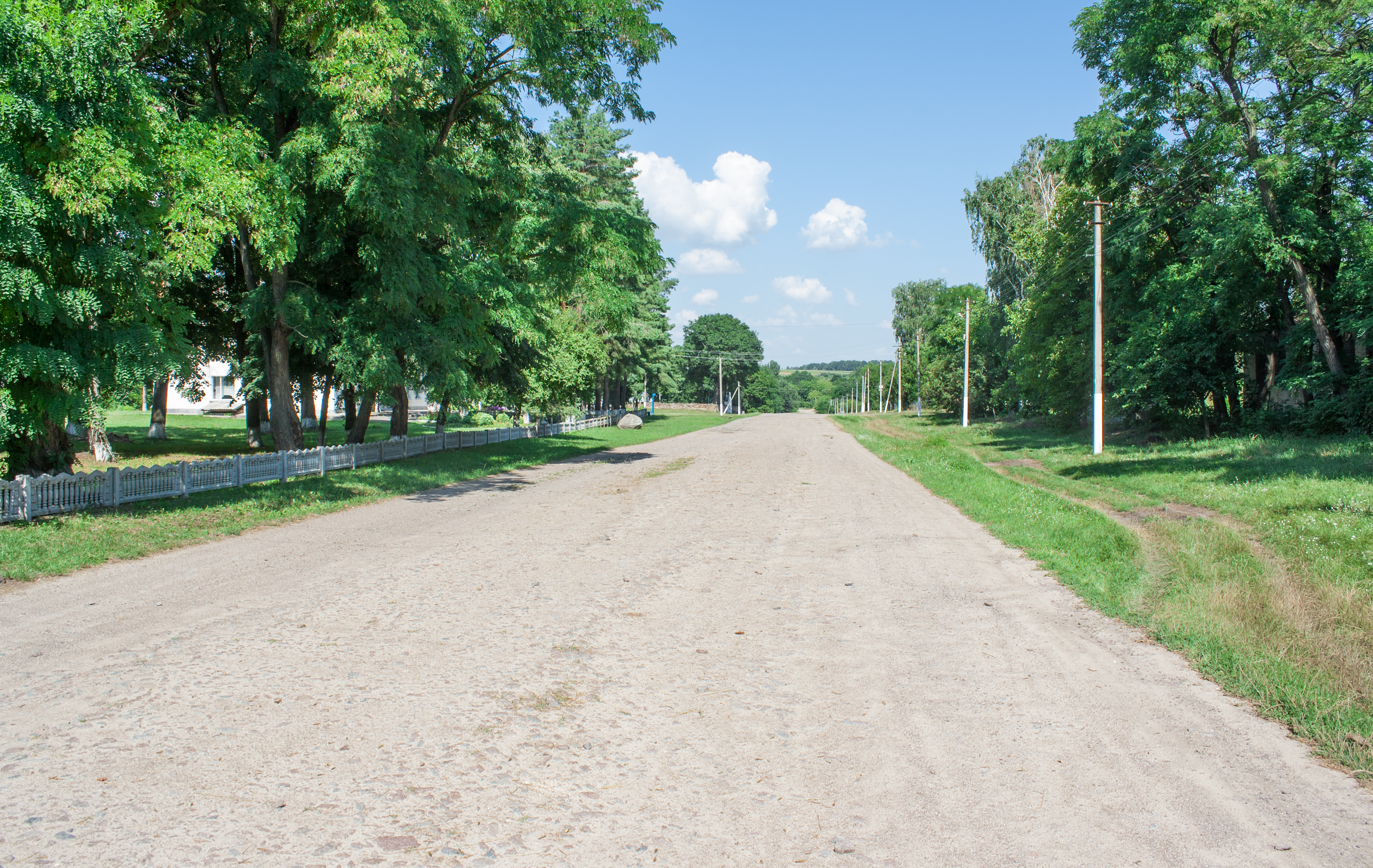
Вулиця Молодіжна
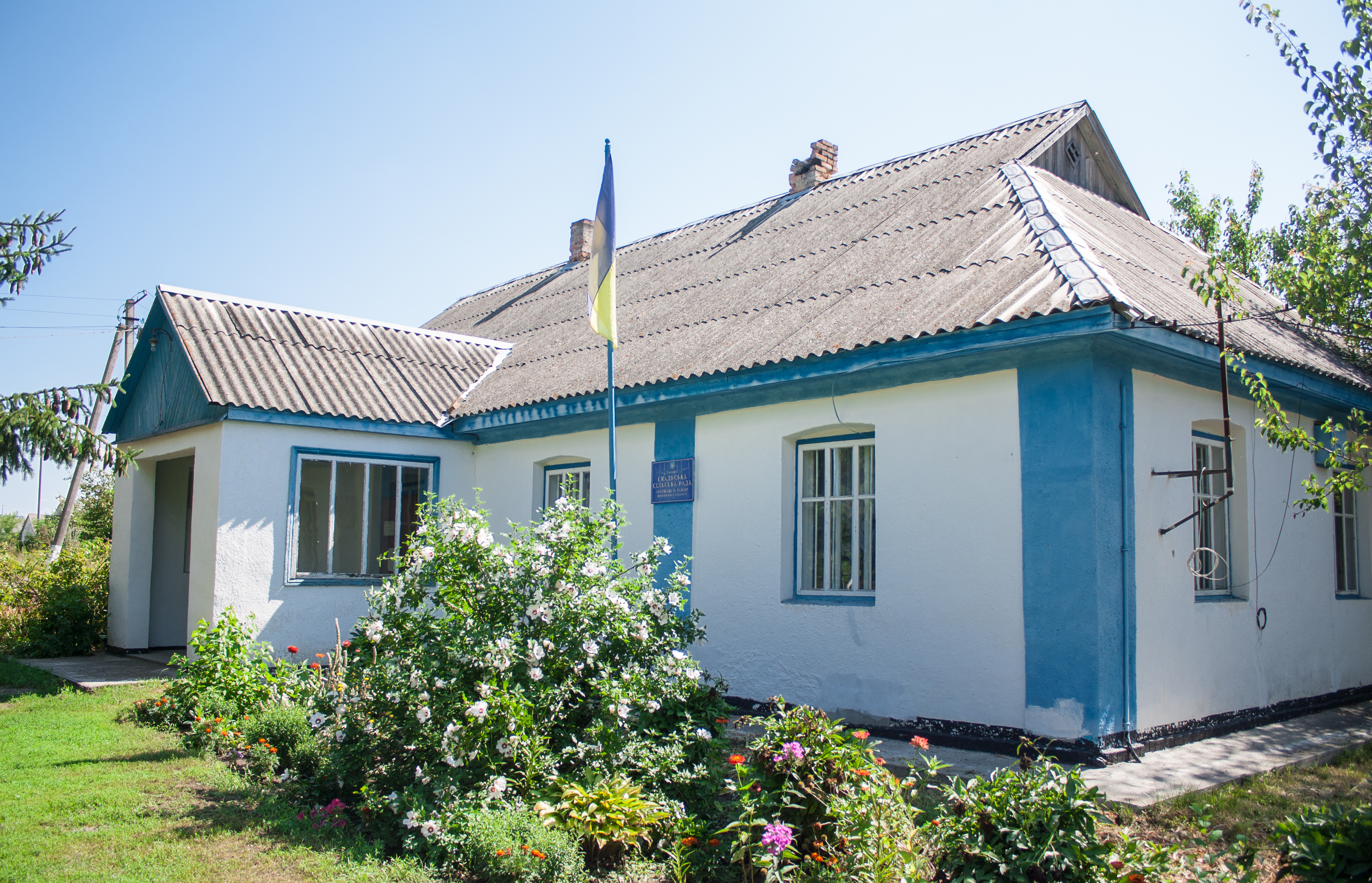
Сільська рада
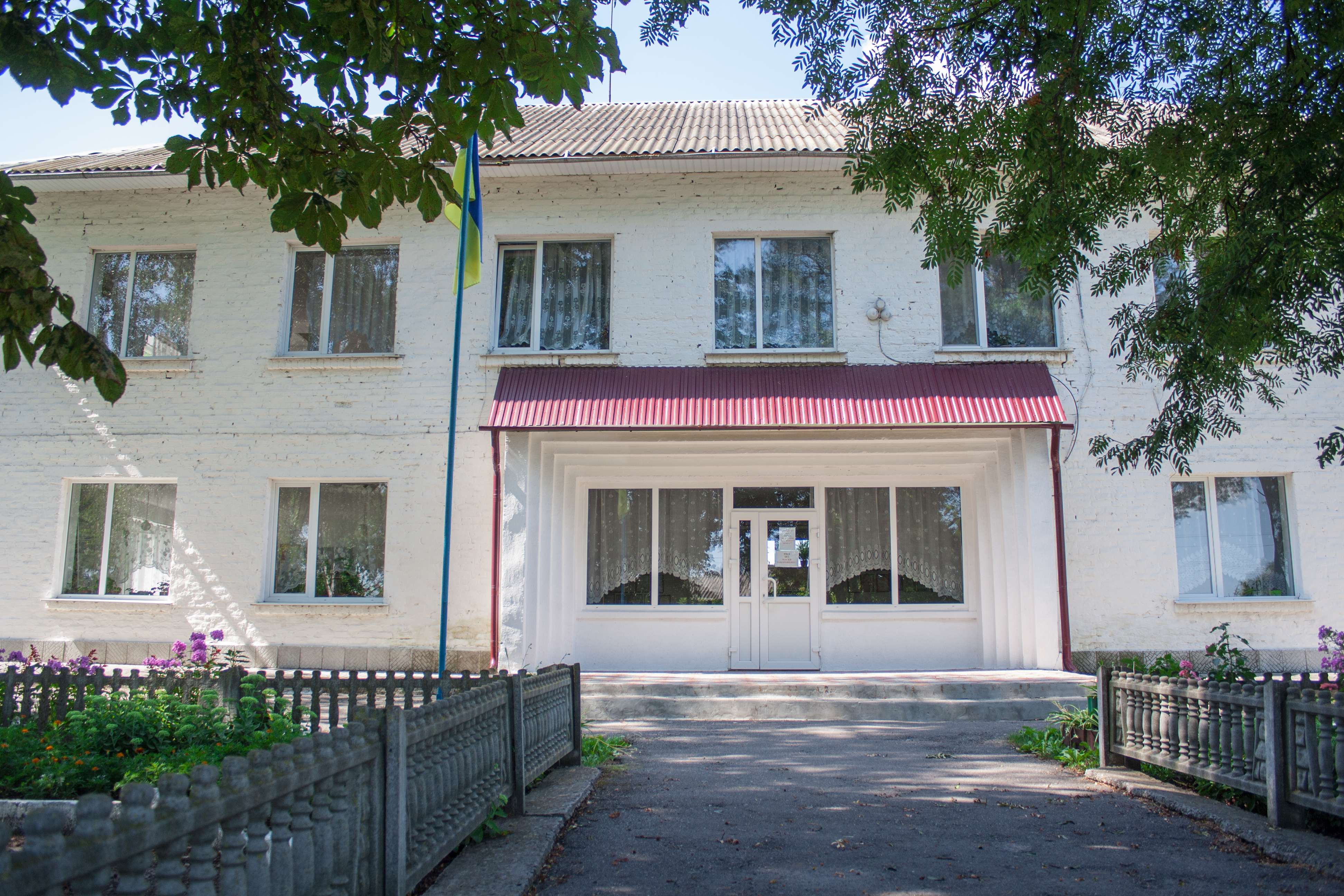
Школа
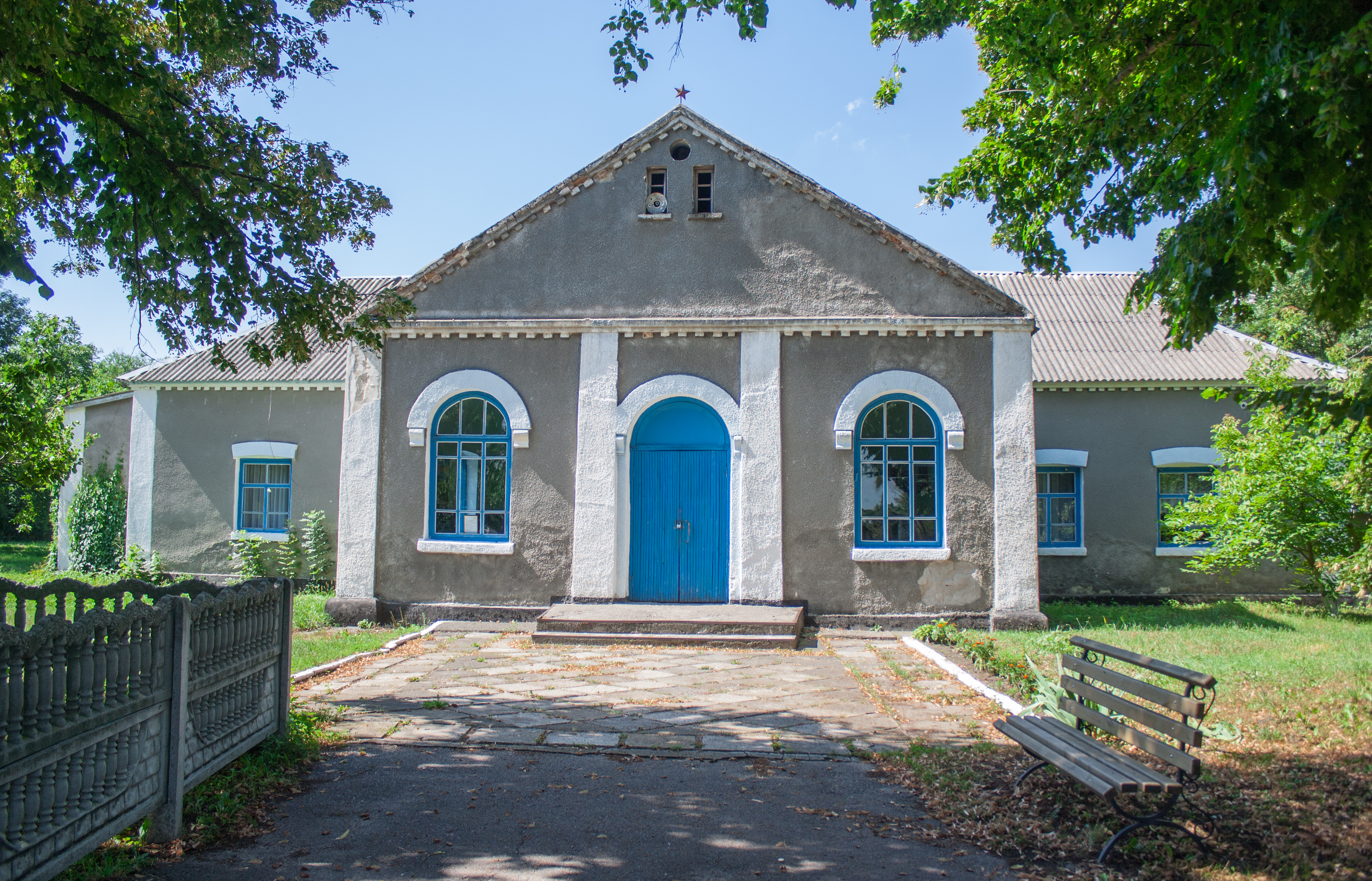
Клуб
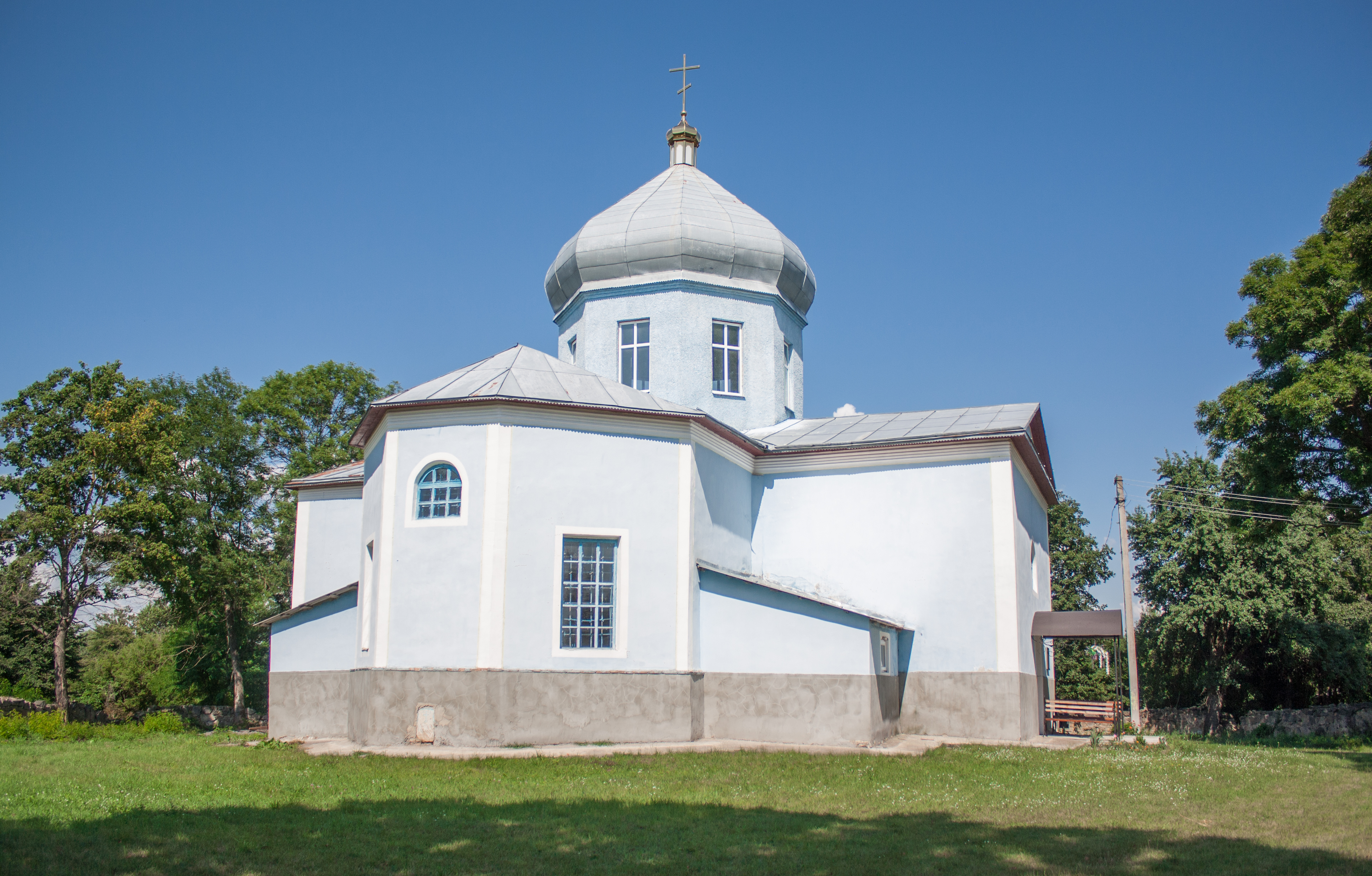
Свято-Михайлівська церква (1860 р.)
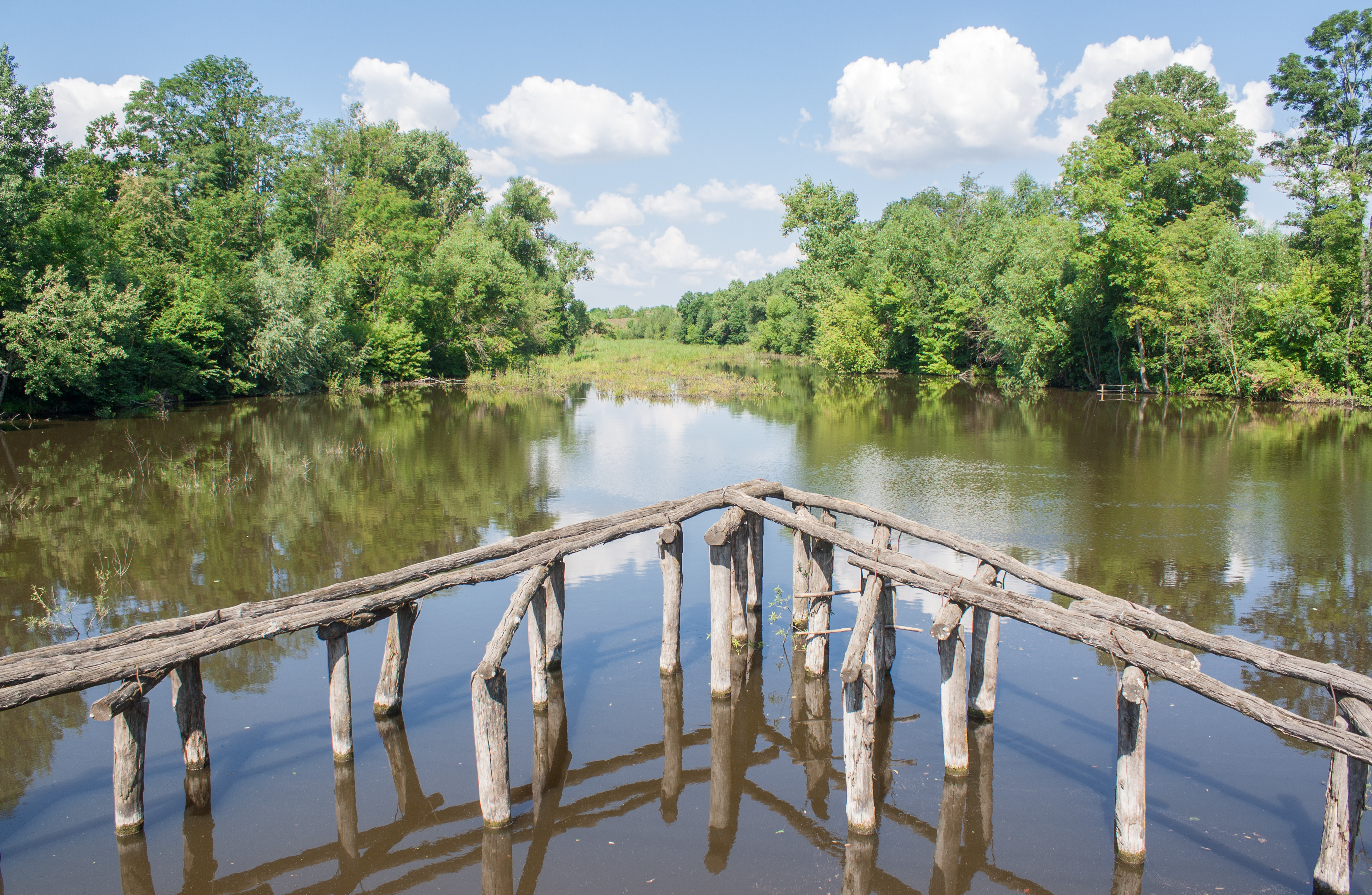
Річка Роська
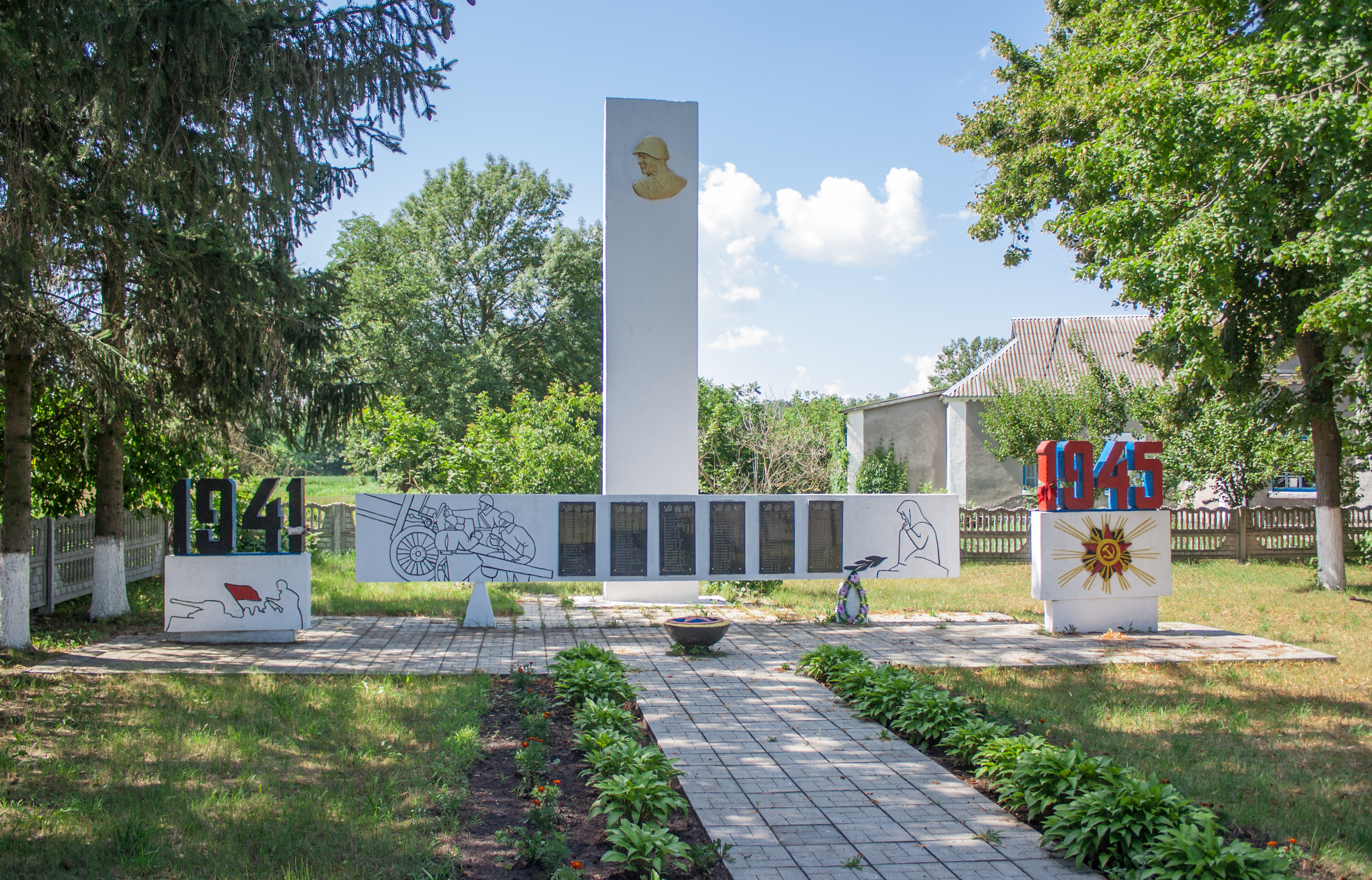
Пам'ятник воїнам-односельчанам